# 沈良庆
沈良慶（1962年10月6日—），安徽省安庆市人，中華人民共和國異議人士。

## 生平
沈良庆曾經是安徽省检察院一名公职人员，自1984年起參與與中華人民共和國民主運動有關的活動，自创民间刊物《大学生与社会》，主張自由人权与普世价值，1989年參與六四事件，1989年7月至1992年4月，参与和领导安徽省的民主运动。1996年12月，沈良庆被以反革命罪判处有期徒刑1年5个月，被中共当局以煽动颠覆国家政权罪判刑一年半。他也曾出版《双规》一书，并在互联网发文介绍双规詳情並且批評中共。
2013年4月22日，因声援异议人士张林之女张安妮失学問題，沈良庆被合肥市蜀山区警方以涉嫌“聚众扰乱社会秩序罪”传唤和审讯。2014年10月，其因发表支持香港占中的言论而遭到警方刑事传唤。2015年5月，他在接受自由亞洲電台采访時发表对于西藏人权问题的看法，而被警方以“煽动民族仇恨”拘留13天。2015年8月15日，其在推特上转发并表示2015年天津港危化品倉庫爆炸事故至少死亡1400人，失踪700多人，結果警方以「虚构事实、扰乱社会秩序」拘留9天；2016年2月3日，沈良慶向合肥市包河区法院提起行政诉讼，結果被法院驳回。
2016年4月28日，沈良慶準備前往苏州参加4.29林昭殉难日祭奠活动，結果被警察逮捕。2018年3月6日，沈良慶在推特上发表言论呼籲「废除党天下及其伪法统」，之後遭合肥市芜湖路派出所警察传唤，并搜走手机、计算机及复制其中数据等。警方表示其在网上说了一些话涉嫌寻衅滋事。2018年3月8日，沈良庆獲釋並被警告不要在网上发言。
2019年5月，沈良庆接受日本媒体采访時發表了对六四事件的看法，並且將相關內容發到推特上。之後被合肥警方以涉嫌“寻衅滋事罪”关押逮捕。2021年11月17日，法院一审以“寻衅滋事罪”判处有期徒刑3年，刑期至2022年5月15日。沈良庆提起上诉后，二审被维持原判。